# Jasieniec-Maziarze
Jasieniec-Maziarze – wieś w Polsce położona w województwie mazowieckim, w powiecie radomskim, w gminie Iłża. Ma status sołectwa. Obok miejscowości przepływa Małyszyniec, niewielka rzeka, dopływ Iłżanki.
W skład sołectwa Jasieniec-Maziarze wchodzi także Nowy Jasieniec Iłżecki.
| SIMC    | Nazwa     | Rodzaj    |
| ------- | --------- | --------- |
| 0622990 | Komorniki | część wsi |

W latach 1975–1998 miejscowość administracyjnie należała do województwa radomskiego.
Wierni Kościoła rzymskokatolickiego należą do parafii Najświętszej Maryi Panny Różańcowej w Jasieńcu Iłżeckim.